# Alopecosa ovalis
Alopecosa ovalis este o specie de păianjeni din genul Alopecosa, familia Lycosidae, descrisă de Chen, Song și Gao în anul 2000. Conform Catalogue of Life specia Alopecosa ovalis nu are subspecii cunoscute.